# Rosa Real Soriano
Rosa Real Soriano, (Conca, 1963), és llicenciada en medicina i professora d'educació física, experta en escalada, esquí alpí i de travessa, alpinisme de gran altitud, i una de les integrants de la primera expedició valenciana femenina a l'Himalaia l'any 1992 i fou la primera valenciana a coronar un huit mil., en 1996, el Cho Oyu de 8201m.
És membre de la Sociedad Española de Medicina y Auxilio en Montaña i professora del Curs de Medicina per a Muntanyers que organitza la Federació d'Esports de Muntanya i Escalada de la Comunitat Valenciana. També del Club Integral de Muntanya de València i de l'Escola Valenciana d'Alta Muntanya i Escalada, sent instructora d'esquí de muntanya i d'alpinisme. Ha escalat a diverses zones del món com ara els Alps, les Dolomites, el Caucas, els Andes, el Pamir, el Tian Shan i l'Himalaia.
L'any 2000 va intentar l'Everest per la cara nord sense oxigen amb Miguel Ángel Vidal, José Luis Antón, Ángel Sánchez, Jordi Corominas. L'any 2006 també formà part de l'expedició Dones Trangoworld al Nanda Devi, que malgrat no aconseguir fer el cim, s'anà consolidant com a grup de huit amigues, expertes en alpinisme i escalada: Esther Vives, Elena Real, María José Martínez, Patricia Viscarret, Marisa Puchades, Esther Fresneda i Elena Parga.
L'any 2008 fou cap de l'expedició femenina formada per Elena Real, Esther Vives, Patricia Viscarret i Marisa Puchades que feu cim al cim més alt d'Amèrica del Nord, el Mont McKinley. En 1999 va anar al Karakoram formant part de l'expedició «Gasherbrum II, Cinc Segles» de la Universitat de València.
És coautora amb Carles Tudela de diverses guies d'escalada, i coautora amb Javier Botella del llibre-crònica de l'ascensió al Gasherbrum II, també ha col·laborat en articles científics sobre els efectes de l'altura en l'organisme i col·labora amb revistes especialitzades en esports de muntanya com Extrem, Likken i Desnivel.

## Obra
- 1995 Guía de escalada del Puig Campana: Finestrat, Ajuntament de Finestrat, amb Carles Tudela.[3][12]
- 1998 Guía de escalada del Ponoig: Tozal y Torre de Enmedio, Polop de la Marina (Alicante), amb Carles Tudela.[3][13]
- 2001 Gasherbrum II, Expedició Cinc Segles de la Universitat de València, amb Javier Botella.[1]
- 2001 112 propuestas de escalada por la Comunidad Valenciana, amb Carles Tudela.[3]

## Cims i expedions
- Alpamayo (Andes, 1990)
-Huascaran norte (Andes 1990)
- Pic Lenin (Pamir, 1992).[1][2]
- Pic Cetiriov (Pamir, 1992).[1]
- Khan Tengri (Tian Shan, 1993).[1]
- Jengish Chokusu (Intent fallit) (Tian Shan, 1995).[1]
- Cho Oyu (Himalaia, 1996).[1]
- Everest (intent fallit) (Himalaia, 2000).[1]
- Nanda Devi (2006).[2][14]
- Gasherbrum II (Karakoram, 1999).[2]
- Denali (Mont McKinley) (Amèrica del Nord, 2008).[2]